# Витрянский, Василий Владимирович
Васи́лий Влади́мирович Витря́нский (род. 8 мая 1956, Гомель, Белорусская ССР, СССР) — российский учёный-правовед, доктор юридических наук, профессор, Заслуженный юрист Российской Федерации.

## Биография
Родился 8 мая 1956 года в г. Гомеле (Белоруссия).
- 1978 год — окончил юридический факультет Московского государственного университета имени М. В. Ломоносова.
- 1978—1979 годы — старший консультант Госарбитража РСФСР.
- 1979—1980 годы — служба в рядах Вооружённых Сил СССР. В 1986 году защитил диссертацию на соискание учёной степени «кандидат юридических наук» на тему «Гражданско-правовое обеспечение сохранности грузов при перевозках автомобильным транспортом», место защиты: юридический факультет МГУ имени М.В. Ломоносова.
- 1986—1990 годы — старший референт, главный специалист отдела по административным органам Совета Министров РСФСР, старший специалист, ведущий специалист юридического отдела Управления Делами Совета Министров СССР.
- 1990—1992 годы — заместитель Главного государственного арбитра РСФСР Госарбитража РСФСР.
- 1992 год — назначен судьёй Высшего Арбитражного Суда Российской Федерации и заместителем Председателя Высшего Арбитражного Суда Российской Федерации. В 1996 году защитил докторскую диссертацию «Проблемы арбитражно-судебной защиты гражданских прав участников имущественного оборота», место защиты: юридический факультет МГУ имени М.В. Ломоносова.
- 2013 год — ушел в отставку по собственному желанию в связи с невозможностью занимать пост заместителя председателя более двух сроков подряд.

Имеет высший квалификационный класс судьи. Участник рабочей группы по созданию действующего Гражданского Кодекса Российской Федерации. Входит в Совет при Президенте Российской Федерации по кодификации и совершенствованию гражданского законодательства.

## Основные работы
Автор более 30 монографий и 300 публикаций. Соавтор (совместно с М. И. Брагинским) фундаментального академического курса «Договорное право» в 5 тт. (всего 6 книг), изд. «Статут» (г. Москва) и ряда глав в томах III и IV классического университетского учебника «Гражданское право» под ред. Е. А. Суханова, изд. «ВолтерсКлувер» (г. Москва).
Другие работы:
- Комментарий части второй Гражданского кодекса Российской Федерации. — М. : Фирма Гардарика, 1996. — 654 с.- 20 000 экз . — ISBN 5-7762-0008-3 (совместно с М. И. Брагинским и Е. А. Сухановым)
- Научно-практический комментарий (постатейный) к Федеральному закону «О несостоятельности (банкротстве)», 2003.

Поэзия
- «Стая певчих птиц» — сборник стихов, изданный книгой и в виде компакт-дисков.